# Vladimir Vassilievitch Lebedev
Pour les articles homonymes, voir Lebedev.
Vladimir Vassilievitch Lebedev (russe : Влади́мир Васи́льевич Ле́бедев) , né le 14 mai 1891 (calendrier julien) 26 mai 1891 (calendrier grégorien) à Saint-Pétersbourg et mort le 21 novembre 1967 dans la même ville, est un peintre et graphiste soviétique. Il devient célèbre pour ses illustrations exceptionnelles des poèmes de l'éminent poète et traducteur Samuil Marshak, tels que Circus, Ice Cream, Tale About a Foolish Mouse, Moustached and Striped, Book of Many Colors, Twelve Month et Luggage.

## Biographie
Jeune garçon, il commence à peindre des cartes postales qui sont vendues dans un magasin à Saint-Pétersbourg . À l'âge de dix-neuf ans, il tient sa première exposition à l'Académie des Beaux-Arts. En 1913, il commence à travailler comme dessinateur pour plusieurs journaux satiriques, dont le célèbre "Satirikon" (Сатирикон). À cette époque, il est déjà un illustrateur prolifique pour les magazines pour enfants "Jackdaw" (Галчонок), "Blue Journal" (Синий Журнал), "Everyone's Journal" (Журнал для всех) et "Argus" (Аргус). Il illustre le livre pour enfants "Le Lion et le Taureau" en 1917. De 1920 à 1922, il travaille pour l'Agence télégraphique russe (ROSTA) et le Département de l'agitation "(Agitprop) en concevant des affiches de propagande. Dans les années 1920, il entretient des relations amicales avec de nombreuses personnalités de son époque, telles que  Tatlin, Ivan Puni, Kazimir Malevitch, Vladimir Mayakovsky et le critique littéraire Nikolay Punin. En 1915, il épouse la sculptrice Sarra Lebedeva.
Dans les années 1920, il gagne le titre de «Roi du livre pour enfants». Pionnier dans le domaine de l'illustration pour la jeunesse, il dira plus tard sur l'influence de ses œuvres «Je considère toujours avoir influencé positivement la création d'un nouveau livre soviétique pour enfants, et, ce qui est plus important, ce livre a acquis son propre caractère " . Nikolaï Punin, qui a écrit la première monographie sur Vladimir Vassilievitch Lebedev, l'a décrit comme l'un des plus importants illustrateurs de l'époque : « Après ses brillantes expériences avec" Circus "et" Ice Cream "et un certain nombre d'autres livres pour enfants exécutés par lui, les librairies ont fait jaillir les couleurs avec de nombreuses imitations de ses exemples, et les illustrations de livres dans la tradition culturelle en recul - toutes les illustrations du "Monde de l'art" - ont pâli en comparaison, et, en termes de forme, ont commencé à sembler impuissantes, trop préoccupées par l'esthétique et peu expressives ».
Dans les années 1930-1940, il réalise de nombreux portraits de ses amis, modèles professionnels et sportifs. Lui-même aime pratiquer du sport. À partir de la fin des années 1930, il commence à utiliser des couleurs plus intenses et des couches de peinture plus épaisses, créant des effets rappelant les œuvres de Renoir.
Comme beaucoup d'artistes et d'écrivains travaillant sous le stalinisme, il se heurte à la censure officielle. Le livre Inside the Rainbow - Russian Children's Literature 1920-35: Beautiful Books, Terrible Times proposé par les éditeurs néerlandais Pegasus détaille les menaces proférées par les autorités soviétiques contre Lebedev. Le livre fait l'objet de critiques dans The Guardian  et The Financial Times, parmi d'autres publications.
En 2012, son travail est inclus dans une exposition au Museum of Modern Art.